# احمد دادبین
احمد دادبین (زاده ۱۳۳۴) سرتیپ ارتش جمهوری اسلامی ایران است، که هم‌اکنون به‌عنوان مشاور فرمانده کل ارتش فعالیت می‌کند. وی در فاصله سالهای ۱۳۷۳ تا ۱۳۷۶ فرمانده نیروی زمینی ارتش بود.

## زندگی‌نامه
احمد دادبین در سال ۱۳۳۴ در شیراز زاده شد. پدر وی از افسران ارتش شاهنشاهی ایران بود. وی در سال ۱۳۵۳ وارد دانشگاه افسری ارتش شد و به طور رسمی به عضویت ارتش شاهنشاهی ایران درآمد. وی در سال ۱۳۵۶ دورهٔ مقدماتی رشتهٔ پیاده را در مرکز پیادهٔ شیراز گذراند و سال بعد با درجهٔ ستوان دومی وارد لشکر ۲۳ نوهد (نیروهای مخصوص ارتش) شد. سال‌ها بعد فرماندهی لشکر ۲۸ کردستان را برعهده گرفت و در سال ۱۳۷۳ به فرماندهی نیروی زمینی ارتش منصوب شد.
پس از آن وی مدیریت شرکت پشتیبانی و نوسازی هلیکوپترهای ایران «پنها» را برعهده گرفت. در سال ۱۳۸۴ به گفته خودش بر اثر استفاده از کفش نامناسب، از کوه دماوند سقوط کرد و دچار جراحت شدید شد، سپس به کما رفت و چندی بعد بهبود یافت. از کارهای برجستهٔ وی در دوران فرماندهی نزاجا؛ بهبود بودجه و اقتصاد ارتش، همچنین رزمایش استراتژیک ذوالفقار «مانور بزرگ ولایت» در بیابان‌های استان قم می‌باشد.

## جایزه‌ها و نشان‌های افتخار
این بخش شامل نشان‌ها و جایزه‌های نظامی امیر دادبین است که بر روی لباس همسان او نصب می‌شود و جایزه‌های غیرنظامی و غیررسمی را دربر نخواهد گرفت.

### آرم‌ها
| چتربازی درجه سه         |                       |
| آجا                     | دانشگاه عالی دفاع ملی |
| دانشگاه فرماندهی و ستاد | دانشگاه افسری         |

| آرم‌های بازو     |
| ستاد مشترک ارتش |

### نوار نشان‌ها
|  |  |  |
|  |  |  |
|  |  |  |
|  |  |  |

### نام نشان‌ها
| نشان جانبازی           |              |                        |
| نشان ورزش              | نشان ایثار   |                        |
| دوره عالی              | دوره دافوس   | دوره علوم استراتژیک    |
| دوره دوم دانشگاه افسری | دوره مقدماتی | دوره سوم دانشگاه افسری |